# Księstwo Naksos
Księstwo Naksos (także Księstwo Archipelagu, Księstwo Egejskie, wł. Ducato di Nasso, gr. Δουκάτον Νάξου) – księstwo utworzone przez Wenecjan na terenie archipelagu Cyklad, istniejące od czasów IV krucjaty do podboju osmańskiego w XVI wieku.
Już przed pierwszym upadkiem Cesarstwa Bizantyjskiego włoskie republiki miejskie były zainteresowane greckimi wyspami, zaś w Konstantynopolu istniały przedstawicielstwa handlowe miast-państw. Księstwo zostało utworzone w 1207 roku przez Marco I Sanudo, uczestnika IV krucjaty i siostrzeńca doży Wenecji, Enrico Dandolo. Sanudo wykorzystał chaos wywołany zdobyciem Konstantynopola przez krzyżowców i zajął wyspę Naksos bez zgody cesarza łacińskiego, który rościł sobie prawa do wszystkich ziem bizantyjskich.
Do 1210 roku trwał opór w niektórych rejonach wyspy i twierdzach, po jego złamaniu Sanudo rozpoczął podbijanie innych wysp archipelagu. Wyspę Naksos książę podzielił na 56 prowincji, które przydzielił swoim towarzyszom i zasłużonym. Wiele z nich cieszyło się szeroką autonomią i niezależnością, często tylko formalnie pozostając częścią księstwa. Sanudo podjął też odbudowę w mieście Naksos twierdzy i umocnień.

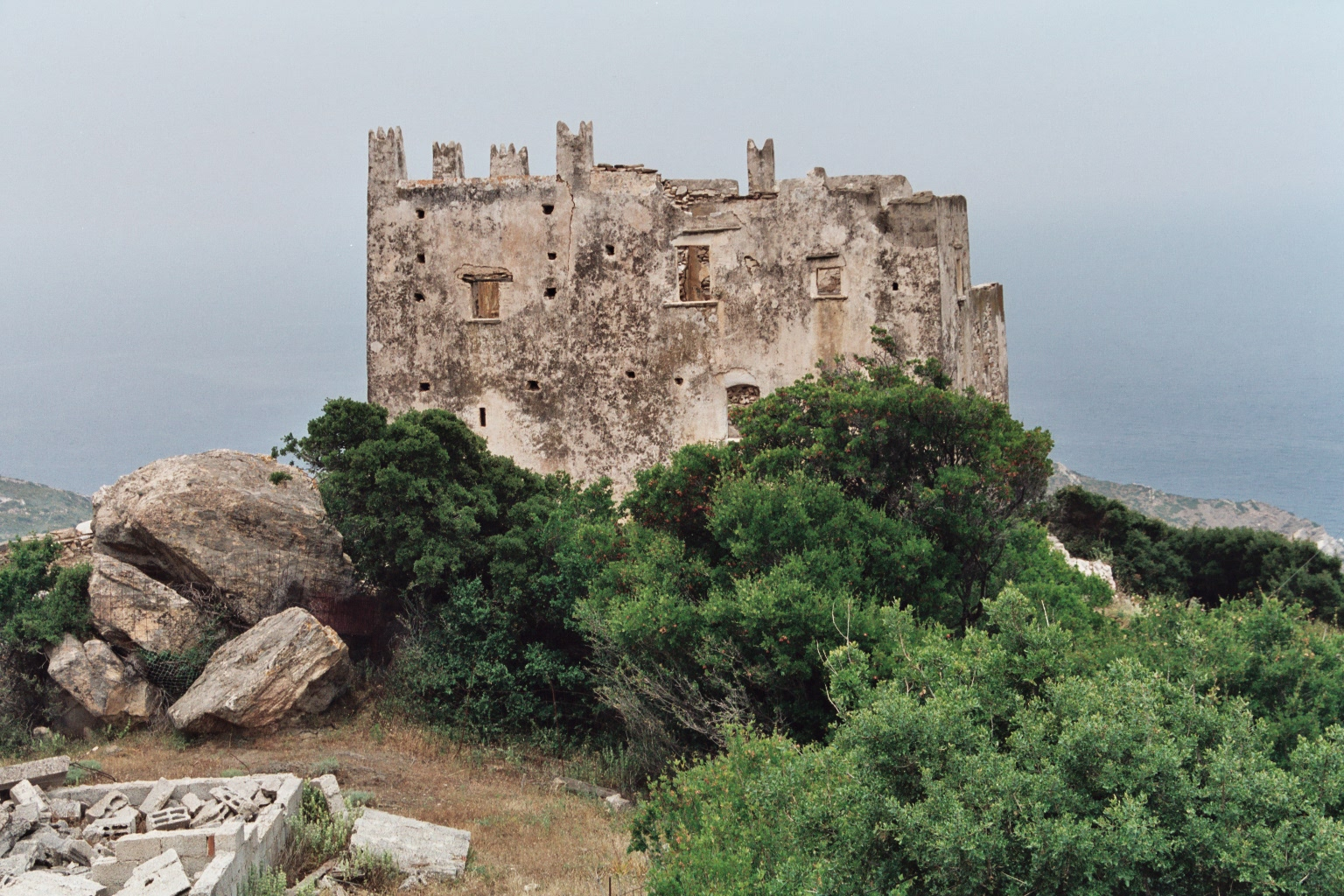
Wenecka twierdza Naksos

Sam Sanudo rządził przez 20 lat, do 1227 roku. W czasie swoich rządów ukształtował system, w którym miejscowa ludność grecka zachowywała swoje dotychczasowe przywileje i organizację społeczną w zamian za wierność wobec nowych władców. Książę Marco założył na Naksos arcybiskupstwo katolickie, jednak, w odróżnieniu od następców, nie próbował wprowadzać przymusowej konwersji na katolicyzm wśród ludności greckiej.
Za rządów Marco II Sanudo, większość wysp, z wyjątkiem Naksos i Paros została utracona na rzecz odnowionego Cesarstwa Bizantyjskiego. W 1317 roku Kompania Katalońska podbiła większość pozostałości Księstwa. W 1383 pod wodzą rodu Crispo wybuchło powstanie, które obaliło dynastię Sanudo.
W 1566 roku łacińscy władcy zostali usunięci przez osmańskiego sułtana Selima II, któremu wówczas płacili trybut. Sułtan ustanowił w księstwie swojego przedstawiciela, ostatniego księcia, portugalskiego Żyda, Józefa Nasi. Po jego śmierci, w 1579 roku, księstwo wcielono do Imperium osmańskiego.
Pomimo likwidacji księstwa aż do 1617 roku ród Gozzadini utrzymał władzę nad wyspą Sifnos, zaś do 1714 roku w rękach weneckich pozostała wyspa Tinos. Ostatnie weneckie porty na Peloponezie Osmanowie zdobyli w 1718 roku.
Po kilku latach tytuł księcia Naksos otrzymał Kacper Grazziani, jednak utracił go w 1619 roku, gdy został hospodarem Mołdawii.

## Władcy Księstwa Naksos

### Dynastia Sanudo
- Marco I Sanudo (1207–27)
- Angelo Sanudo (1227–62)
- Marco II Sanudo (1262–1303)
- Guglielmo I Sanudo (1303–23)
- Niccolò I Sanudo (1323–41)
- Giovanni I Sanudo (1341–62)
- Florencja Sanudo (1362–71)
- Niccolò II Sanudo (1364–71)
- Niccolò III dalle Carceri (1371–83)

### Dynastia Crispo
- Francesco I Crispo (1383–97)
- Giacomo I Crispo (1397–1418)
- Giovanni II Crispo (1418–33)
- Giacomo II Crispo (1433–47)
- Gian Giacomo Crispo (1447–53)
- Guglielmo II Crispo (1453–63)
- Francesco II Crispo (1463-63)
- Giacomo III Crispo (1463–80)
- Giovanni III Crispo (1480–94)
- Francesco III Crispo (1500–11)
- Giovanni IV Crispo (1517–64)
- Giacomo IV Crispo (1564–66)

### Okres późniejszy
- Józef Nasi (1566–79)
- Kacper Grazziani (?-1619)